# Estelle Duvin
Estelle Duvin (* 1. Februar 1997 in Coudekerque-Branche) ist eine französische Eishockeyspielerin, die seit 2023 bei den SC Bern Frauen in der Schweizer Women’s League unter Vertrag steht. Zudem ist sie seit 2013 Mitglied der französischen Frauen-Nationalmannschaft, mit der sie bis 2024 bereits an zehn Weltmeisterschaften teilgenommen hat.

## Karriere
Estelle Duvin stammt aus Coudekerque-Branche, einer Stadt in der Nähe von Dunkerque (Dünkirchen) und nur 13 Kilometer von der belgischen Grenze entfernt. Sie begann mit dem Eishockeysport, da ihr älterer Bruder ebenfalls Eishockeyspieler war. Zunächst spielte sie ausschließlich mit männlichen Altersgenossen bei Hockey sur glace Dunkerque, ehe sie ab 2011 für den HC Neuilly-sur-Marne in der höchsten Fraueneishockey-Spielklasse, der Féminin Élite, zum Einsatz kam. Mit den Bisonnes gewann sie 2013 und 2014 die französische Meisterschaft. Anschließend wechselte sie ins nationale Trainingszentrum des französischen Eishockeyverbandes in Chambéry und nahm mit Pôle France Féminin an der französischen U18-Spielklasse teil. Parallel dazu machte sie ihren Schulabschluss (Baccalauréat).
Zur Saison 2015/16 schrieb sie sich an der University of Maine ein, war aber aufgrund von Unterschieden im französischen und amerikanischen Schulsystem nicht für deren Eishockeymannschaft (die Black Bears) spielberechtigt. Sie verbrachte das Jahr mit Training, bevor sie 2016 an die Université de Montréal wechselte. Dort spielte sie neben dem Studium für die Carabins, das Eishockeyteam der Universität, in der RSEQ (Réseau du sport étudiant du Québec), der regionalen College-Eishockeyliga Quebecs. Nach Abschluss ihres Studiums suchten Duvin und ihre französische Nationalteamkollegin Lara Escudero nach einem Team, das beide unter Vertrag nehmen würde. Nachdem sie sich bei Vereinen in ganz Europa beworben hatten, nahm TPS Turku aus der finnischen Naisten Liiga beide Spielerinnen unter Vertrag. Für TPS absolvierte Duvin über 60 Pflichtspiele in zwei Jahren, erzielte über 110 Scorepunkte und gewann zahlreiche persönliche Auszeichnungen, unter anderem als Topscorerin der Saison 2021/22 und mit zwei Berufungen ins All-Star-Team (2021 und 2022). Nach diesen Erfolgen wechselte Duvin zur Saison 2022/23 zum EV BOMO Thun in die Schweizer Women’s League, für den sie 47 Punkte in 23 Spielen erzielte und 2023 zur besten Stürmerin der Liga ernannt wurde. In der folgenden Saison 2023/24 war Duvin mit 35 Toren und 67 Punkten in 28 Spielen Topscorerin der Liga an und wurde folgerichtig als beste Stürmerin und Most Valuable Player ausgezeichnet. Zudem gewann sie mit dem SC Bern den National Cup.

### International
Estelle Duvin vertritt ihr Heimatland seit 2011 bei internationalen Turnieren. Nachdem sie in den Jahren 2011 und 2012 jeweils an den Qualifikationsturnieren zur U18-Frauen-Weltmeisterschaft der Division I teilgenommen hatte, folgte im Januar 2013 ihr Debüt bei der U18-Weltmeisterschaft der Frauen (Div. I). Drei Monate später wurde sie – im Alter von nur 16 Jahren – für die Weltmeisterschaft der Frauen (Div. IB) nominiert, erzielte ein Tor und stieg mit dem Frauen-Nationalteam in die Division IA auf. In den folgenden Jahren nahm sie mit dem Nationalteam jährlich an der Weltmeisterschaft in der Division IA teil. Bei der U18-Weltmeisterschaft 2015 der Division IA war Duvin mit 9 Toren und 13 Punkten in fünf Spielen Topscorerin des Turniers und gewann die Goldmedaille, zudem stiegen die französischen U18-Frauen in die Top-Division auf.
Bei der Weltmeisterschaft der Frauen 2018 schaffte Duvin mit der französischen Nationalauswahl den Aufstieg in die Top-Division. Anschließend vertrat sie Frankreich bei der Weltmeisterschaft 2019, bei der sie mit dem Nationalteam in die Division IA abstieg. Bei der Weltmeisterschaft 2022 der Division IA erzielte Duvin insgesamt 3 Tore und 5 Assists und sicherte dem Nationalteam damit den Wiederaufstieg in die Top-Division, aus der sie 2023 wiederum abstiegen. Bei der Weltmeisterschaft 2024 (Div. IA) erhielt Duvin die Auszeichnung als beste Stürmerin, nachdem sie in 5 Spielen 10 Scorerpunkte erzielt hatte.

## Erfolge und Auszeichnungen

### Nationale Meisterschaften
- 2013 Französische Meisterin mit HC Neuilly-sur-Marne
- 2014 Französische Meisterin mit HC Neuilly-sur-Marne
- 2021 First All-Star-Team der Naisten Liiga
- 2022 First All-Star-Team und Topscorerin (57 Punkte, Marianne Ihalainen Award) der Naisten Liiga
- 2023 Beste Vorlagengeberin (27) der Women’s League
- 2023 Topscorerin (12) und beste Vorlagengeberin (7) der Women’s-League-Playoffs
- 2023 Beste Stürmerin der Women’s League
- 2024 Gewinn des National Cups mit den SC Bern Frauen
- 2024 Topscorerin (67) und beste Torschützin (35) der Women’s League
- 2024 Beste Vorlagengeberin (6) der Women’s-League-Playoffs
- 2024 Most Valuable Player und beste Stürmerin der Women’s League[6]

### International
- 2013 Qualifikation für die U18-Frauen-Weltmeisterschaft Div. I
- 2013 Beste Torschützin beim Qualifikationsturnier zur U18-Frauen-Weltmeisterschaft Div. I
- 2013 Aufstieg in die Division IA bei der Frauen-Weltmeisterschaft Div. IB
- 2015 Aufstieg in die Top-Division bei der U18-Frauen-Weltmeisterschaft Div. I
- 2015 Beste Stürmerin, beste Torschützin (9) und Topscorerin (13) der U18-Frauen-Weltmeisterschaft Div. I
- 2018 Aufstieg in die Top-Division bei der Frauen-Weltmeisterschaft Div. IA
- 2022 Aufstieg in die Top-Division bei der Frauen-Weltmeisterschaft Div. IA
- 2022 Beste Vorlagengeberin (5) der Frauen-Weltmeisterschaft Div. IA
- 2024 Topscorerin (10) und beste Vorlagengeberin (6) der Frauen-Weltmeisterschaft Div. IA
- 2024 Beste Stürmerin der Frauen-Weltmeisterschaft Div. IA
- 2025 Topscorerin (9) und beste Vorlagengeberin (5) der Frauen-Weltmeisterschaft Div. IA
- 2025 Beste Stürmerin der Frauen-Weltmeisterschaft Div. IA

## Karrierestatistik

### International
(Legende zur Spielerstatistik: Sp oder GP = absolvierte Spiele; T oder G = erzielte Tore; V oder A = erzielte Assists; Pkt oder Pts = erzielte Scorerpunkte; SM oder PIM = erhaltene Strafminuten; +/− = Plus/Minus-Bilanz; PP = erzielte Überzahltore; SH = erzielte Unterzahltore; GW = erzielte Siegtore; 1 Play-downs/Relegation; Kursiv: Statistik nicht vollständig)